# Edifici al carrer de Vallroquetes, 7 (Reus)
L'edifici al carrer de Vallroquetes, 7 és un edifici del municipi de Reus (Baix Camp) inclòs en l'Inventari del Patrimoni Arquitectònic de Catalunya

## Descripció
És un edifici industrial, obra de l'arquitecte Pere Caselles al solar de l'antiga casa Aixemús, de principis del segle xviii, l'estat de la qual era ruïnós i va haver-se d'enderrocar per a construir-hi una fàbrica de gorres per encàrrec de l'industrial J. Rius Gatell. L'edifici feia les funcions d'habitatge i d'indústria, amb sales amples i ben ventilades. És un edifici entre mitgeres, de planta baixa, un pis i un pati interior al mig. La disposició de les obertures a la façana li donen una composició simètrica. Hi ha un sòcol de pedra a la part baixa. Presenta un conjunt d'arcades de gran alçada entre pilastres. L'accés és per l'obertura central, d'arc carpanell, amb una petita cornisa i ornament que forma la imposta. Les obertures de dreta i esquerra tenen a la planta baixa una porta amb tarja. Al pis hi ha unes obertures balconeres de llinda amb barana de ferro. Tant la porta com els balcons queden enfonsats entre els pilars formant una volta d'ansa-panell ornada per dos botons de pedra artificial. Remata l'edifici una barana cega amb intercalació de petites pilastres. Les obertures que donen al pati interior són de llinda. Tota la façana és en obra vista.
Avui, l'edifici restaurat és un Museu del Vermut que incorpora un bar i un restaurant.